# Pygopleurus aleppensis
Pygopleurus aleppensis är en skalbaggsart som beskrevs av Rudolph Petrovitz 1957. Pygopleurus aleppensis ingår i släktet Pygopleurus och familjen Glaphyridae. Inga underarter finns listade i Catalogue of Life.